# Marje-Dmytriwka
Marje-Dmytriwka (ukrainisch Мар'є-Дмитрівка; russisch Марье-Дмитровка Marje-Dmitrowka) ist ein Dorf in der ukrainischen Oblast Dnipropetrowsk mit etwa 360 Einwohnern (2012).
Marje-Dmytriwka ist der Verwaltungssitz der gleichnamigen, 1987 gegründeten Landratsgemeinde.

## Geographie
Das Dorf liegt im Norden des Rajon Krywyj Rih 18 km nordwestlich vom ehemaligen Rajonzentrum Sofijiwka. Durch Marje-Dmytriwka verläuft die Territorialstraße T-04–19.

### Nachbargemeinden
| Ordo-Wassyliwka | Persche Trawnja                             | Persche Trawnja |
| Ordo-Wassyliwka | Kompassrose, die auf Nachbargemeinden zeigt | Saporiske       |
| Dewladowe       | Dewladowe                                   | Sofijiwka       |

## Verwaltungsgliederung
Am 22. August 2017 wurde das Dorf ein Teil der neugegründeten Landgemeinde Dewladowe, bis dahin bildete es zusammen mit den Dörfern Dowhiwka (ukrainisch Довгівка), Kowalewe (ukrainisch Ковалеве), Krynytschky (ukrainisch: Кринички), Spokojstwije (ukrainisch Спокойствіє), Tscherwone Pole (ukrainisch Червоне Поле) und Tscherwonyj Jar (ukrainisch Червоний Яр) die gleichnamige Landratsgemeinde Marje-Dmytriwka (Мар'є-Дмитрівська сільська рада/Marje-Dmytriwska silska rada) im Norden des Rajons Sofijiwka.
Am 17. Juli 2020 kam es im Zuge einer großen Rajonsreform zum Anschluss des Rajonsgebietes an den Rajon Krywyj Rih.